# Joshua Reynolds
Joshua Reynolds (Sir sinds 1769),(Plympton St. Maurice (Devon), 16 juli 1723 – Londen, 23 februari 1792) was een Engels schilder uit de 18de eeuw. Hij werd in 1769 geridderd door koning George III.

## Leven
Reynolds werd geboren in Plympton St. Maurice, Devonshire als zoon van een geestelijke. In 1740 ging hij in de leer bij de portretschilder Thomas Hudson waar hij tot 1743 bleef. Tijdens de volgende jaren verbleef hij in Plymouth en Londen. Het was in Plymouth dat hij Lord Edgecumb leerde kennen die zijn levenslange patroon zou worden. Edgecumb zou Reynolds voorstellen aan Augustus Keppel die het hoofd was van de Engelse marine in de Middellandse Zee. Met hem voer hij mee naar Menorca, waar hij zijn reis in Italië begon. In Rome bestudeerde hij de Italiaanse meesters en antieken. Deze waren inspiratie voor zijn verdere carrière.

## Carrière
Met het portret van Augustus Keppel uit 1752 was zijn naam in Engeland gevestigd. Het was het begin van een reeks portretten van vooraanstaande militairen. Vanaf deze periode werkte hij in Londen onafgebroken aan verschillende portretopdrachten. Tegen het jaar 1760 was hij zo vermogend dat hij een weelderig huis kon aanschaffen in de buurt Leicester Fields te Londen. Hier kwam hij terecht in een kring van kunstenaars en schrijvers zoals dr. Samuel Johnson, Oliver Goldsmith, Edmund Burke, Henry Thrale, David Garrick en Angelika Kauffmann. Hij was een van de eerste leden van de Royal Society of Arts en moedigde de interesse voor contemporaine kunst aan. In 1768 werd hij de eerste directeur van de Royal Academy of Arts in Londen. Het was hier dat hij zijn theorie van de Grand Manner uitlegde en verdedigde in verschillende colleges. Deze theorie hield kort in dat het hoogst haalbare binnen de schilderkunst een historiestuk was van eigen inventie. Deze inventie ontstond echter alleen uit de kennis van voorgaande, oude meesters. Hij wilde hiermee de kunstschilder uit de hoek van de ambachtsman halen. Reynolds combineerde voor deze theorie verschillende bestaande theorieën uit Italië, Frankrijk en Engeland. Tussen 1769 en 1790 doceerde hij aan de Royal Academy en werd geroemd om zijn inzichtelijke en invoelende colleges.

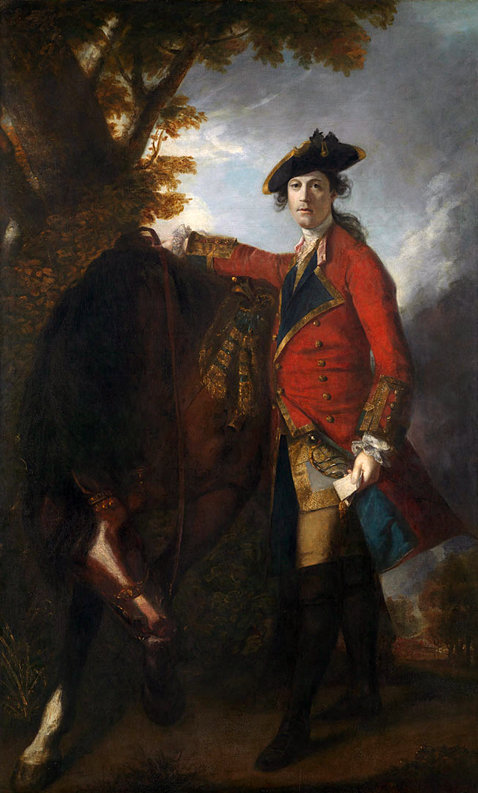
Joshua Reynolds, Kapitein Robert Orme, 1756, Olieverf op doek, 240 x 147 cm, National Gallery, Londen

## Werken
Samen met Thomas Gainsborough was hij de dominante portretschilder uit de tweede helft van de 18de eeuw. Reynolds schilderde in een meer geïdealiseerde stijl dan zijn rivaal. Naast zijn vele portretten, er wordt geschat een totaal van 2000, heeft hij ook allegorische portretten gemaakt zoals Mrs Siddons als de tragische muse (1784) een genre dat hij reserveerde voor zijn vrouwelijke modellen. Een van zijn weinige historiestukken dat hij naar zijn eigen Grand Manner maakte, was Het kind Hercules (1787). Een meer winstgevende tak was die van de Fancy Picture die soms een erotiserend karakter had, zoals Cupido als een koppelaar (1774). In 1784 werd Reynolds ingehuurd als hofschilder van koning George III.
In 1789 verloor Reynolds het licht in zijn linkeroog en op 23 februari 1792 stierf hij in zijn huis in Leicester Fields te Londen. Hij werd begraven in de St Paul's Cathedral in Londen.
- Auckland Art Gallery Toi o Tāmaki: 2321
- Art Gallery of South Australia: 3544
- Bibsys: 90072537
- Biblioteca Nacional de España: XX880490
- Bibliothèque nationale de France: cb12032127v (data)
- Catàleg d'autoritats de noms i títols de Catalunya: 981058519702006706
- Gemeinsame Normdatei: 118744771
- International Standard Name Identifier: 0000 0001 0881 5237
- KulturNav: 18425ef7-d37d-47ab-afc7-29691f0a2ac5
- Library of Congress Control Number: n84168483
- Nationale Bibliotheek van Letland: 000219453
- MusicBrainz: f4652dd6-8b1c-4446-93b9-4c7bfea9a3cc
- Bibliotheek van het Japanse parlement: 001276628
- National Gallery of Victoria: 1195
- Nationale Bibliotheek van Tsjechië: xx0012103
- Nationale bibliotheek van Australië: 35449606
- Nationale Bibliotheek van Israël: 987007309679605171
- Nationale Bibliotheek van Polen: a0000001809058
- Nationale en Universitaire bibliotheek Zagreb: 000307834
- Nederlandse Thesaurus van Auteursnamen: 071085351
- Réseau des bibliothèques de Suisse occidentale: 02-A003741496
- RKD-Nederlands Instituut voor Kunstgeschiedenis: 66483
- Istituto Centrale per il Catalogo Unico: RAVV025625
- LIBRIS: 228881
- SNAC: w66d5ww4
- Système universitaire de documentation: 028497066
- Museum of New Zealand Te Papa Tongarewa: 36466
- Trove: 956952
- Union List of Artist Names: 500004539
- Virtual International Authority File: 27081216
- WorldCat: E39PBJqVWc6hQWjmVjB38hvvHC